# Contea di Jerilderie
La contea di Jerilderie è una Local Government Area che si trova nel Nuovo Galles del Sud. Essa si estende su una superficie di 3.375 chilometri quadrati e ha una popolazione di 1.674 abitanti. La sede del consiglio si trova a Jerilderie.